# A Split-Second
A Split-Second est un groupe belge d'EBM. Le groupe est considéré comme l'un des pionniers de l'EBM et sa musique a influencé la création du genre new beat.

## Histoire
Le groupe est formé en 1985 en tant que projet solo de Marc Heyndrickx (sous le nom de Marc Ickx), qui auto-édite la démo Stained Impressions avec Peter Bonne (plus tard rebaptisé Chrismar Chayell) à la production. Bonne sortait à l'époque de la musique sous le nom de Twilight Ritual avec le chanteur Geert Coppens. Pour enregistrer la démo, Heyndrickx dépense tout son argent dans un ampli et une platine à cassettes et passe les vacances dans les bureaux d'Independent Films. Après avoir écouté les morceaux initiaux, Bonne invite Heyndrickx à enregistrer d'autres chansons dans son studio 4 pistes.
Antler Records signe le groupe immédiatement après avoir entendu la première démo. Après avoir signé chez Antler Records, A Split-Second fait ses débuts en 1986 avec le single Flesh, suivi l'année suivante par l'album Ballistic Statues. À l'époque, le groupe se compose d'Ickx et du musicien électronique Philip Vargod (mieux connu pour son projet new beat et acid house Lips Kiss). Bonne était bien sûr présent en tant que producteur et co-auteur de 4 chansons (dont le hit single Flesh). Après une brève tournée, Philip V. quitte le groupe, remplacé par Bonne qui devient un membre officiel et la force motrice de A Split Second. Avec ce nouveau line-up, le groupe sort un autre single, Rigor Mortis, en 1987.
Fin 1988, ils sont signés par le label américain Wax Trax! Records et sortent les albums A Split-Second et From The Inside aux États-Unis, ce dernier comprenant le titre Colosseum Crash. Le single Mambo Witch atteint la 29e place du Billboard US dance club charts en 1989 Cette année-là, le groupe entame sa première tournée américaine de 24 dates, avec Fedjean Venvelt (guitares) et Peter Bonne (claviers) en première partie.
Leur album, Kiss of Fury, sorti en 1990, contient le titre The Parallax View, qui se classe à la 19e place du Billboard US dance club charts en 1991. Kiss of Fury voit le groupe évoluer vers un son plus axé sur la guitare, ce qu'Ickx attribue au fait que certains des morceaux étaient à l'origine destinés à son propre album solo. Pour cet album, le groupe continue de travailler avec Antler-Subway en Europe, mais quitte Wax Trax! pour Caroline Records aux États-Unis. Le groupe entame une seconde tournée de 24 dates aux États-Unis en 1990, rejoint par Nico Mansy aux claviers. Entre-temps, Flesh atteint la 68e place du UK Singles Chart en décembre 1991.
Le groupe revient sur scène en 2001. En 2012, le groupe est la tête d'affiche du festival belge Bodybeats et a réédité sa première démo en vinyle

## Influences et postérité
Le premier single d'A Split-Second, Flesh, est considéré comme le précurseur du genre new beat. Bien qu'il y ait des divergences dans les souvenirs de qui fait quoi et pourquoi, l'idée est que les DJ ont commencé le style en faisant tourner des disques EBM à un tempo plus lent pour créer un nouveau son. L'un de ces points de vue est le suivant : « L'inspiration de Fat Ronnie a fait boule de neige lorsque Marc Grouls et une poignée d'autres DJ ont écouté Flesh, le dernier 12" du groupe électronique belge A Split Second, dans le magasin de disques USA Import d'Anvers. En ralentissant le pitch control à 33 (33+8), Marc a transformé le morceau d'un euro-industriel agréable en une épopée mélodramatique et pompeuse qui a enflammé les entrepôts londoniens tout l'été »,,.
En 2002, Perfecto Records sort un remix trance progressive de Flesh, produit par Paul Oakenfold. 

## Discographie
- 1986 : A Split Second (Antler Records)
- 1987 : Flesh/Rigor Mortis (Antler Records)
- 1987 : Smell of Buddha (Antler Records)
- 1987 : Neurobeat (Trance)
- 1988 : Ballistic Statues (Antler Records)
- 1988 : … from the Inside (Antler Records)
- 1988 : Scandinavian Bellydance (Antler Records)
- 1988 : Mambo Witch (Antler Records)
- 1988 : Colloseum Crash (SPV/Antler Records)
- 1990 : Kiss of Fury (Antler Records)
- 1990 : Firewalker/Backlash (Carol/Antler Records)
- 1990 : Another Violent Breed (Live-EP) (Antler Records)
- 1991 : Flesh & Fire – 1991 remixes – (Antler Subway Records/SPV)
- 1991 : Introversion – Lay Back and Join (compilation) (Antler Subway Records)
- 1991 : The Parallax View (Carol/Antler-Subway Records)
- 1991 : Rigor Mortis – 1991 remix (Carol/Antler Records)
- 1991 : Flesh – 1991 remix (FFRR/Antler Records)
- 1992 : Colloseum Crash – 1992 remix (Antler Records)
- 1993 : Venegance C.O.D.(Hypnobeat)
- 1995 : Megabyte (Hypnobeat/Indigo)
- 2001 : TransMIX  – 2001 remixes (Antler Subway Records)